# Aristonoo
Aristonoo de Pela (en griego antiguo: Ἀριστόνους, romanizado: Aristónus, en latín: Aristonous)), hijo de Peiseo (Πεισαῖος), fue uno de los somatophylakes (guardaespaldas) de Alejandro Magno, que destacó mucho en una ocasión en la India. A la muerte de Alejandro, fue uno de los primeros en proponer que se confiara a Pérdicas el poder supremo. Posteriormente fue general de Olimpia en la guerra con Casandro; y cuando Olimpia fue hecha prisionera en el 316 a. C., fue ejecutado por orden de Casandro.
A Aristonoo se le atribuye un origen tanto peleano como eordeano, lo que significaría que era de Eordia pero se crio en la corte de Pela. Según Plutarco, un somatophylax, Aristófanes, le quitó la espada a Alejandro cuando estaba peleando con Clito el Negro, pero esta referencia parece confundirse con Aristonoo.
Fue nombrado trierarca de la flota en la India y resultó herido durante la conquista de Malwa.